# Łopiennik Górny
Łopiennik Górny is een dorp in het Poolse woiwodschap Lublin, in het district Krasnostawski. De plaats maakt deel uit van de gemeente Łopiennik Górny.